# Loch Calavie
Loch Calavie ist ein Süßwassersee in Schottland. Er liegt im Bezirk Skye and Lochalsh in der Council Area Highland. Loch Calavie hat die typisch langgezogene Form eines in der Eiszeit durch Gletscher entstandenen Sees. Er ist circa 1600 m lang, aber im Durchschnitt nur ungefähr 400 m breit. Er verfügt über ein Wasservolumen von etwa 0,008 km³ und über eine Oberfläche von 0,67 km². In den See entwässert ein Gebiet von circa 16 km².
Die Ufer des Sees zeigen sich ausschließlich als Grasland und sind gänzlich unbewohnt. Westlich von Loch Calavie liegt der 797 m hohe Beinn Dronaig, östlich der 987 m hohe Lurg Mhòr. Der See wird von keiner Straße erschlossen. Erreichbar ist Loch Calavie nur über einen unbefestigten Feldweg von der Patt Lodge am Loch Monar.